# Lia Van Leer
Lia Van Leer (8 de agosto de 1924-13 de marzo de 2015) nombre de nacimiento Lia van Greenberg, fue una cineasta y archivista israelí.
Hija de Simón Greenberg. Estudio en la Universidad Hebrea de Jerusalén. Fue pionera en el cine israelí. En 1973, fue fundadora y presidenta de la Cinemateca de Jerusalén y 10 años después fundó el Festival Internacional de Cine de Jerusalén. En 2014 fue galardonada con el Premio Israel.
Contrajo matrimonio con el holandés Wim Van Leer.
Falleció el 13 de marzo de 2015 a los 90 años.